# Concert voor orkest (Bartók)
Concert voor orkest (Sz. 116, BB 127) is een vijfdelige compositie voor symfonieorkest geschreven door Béla Bartók in 1943. Het is een van zijn bekendste en meest toegankelijke werken. In de partituur heeft Bartók de data "15 augustus - 8 oktober 1943" geschreven: de periode waarin hij het werk schreef. De première van deze (eerste) versie was op 1 december 1944 in de Boston Symphony Hall door het Boston Symphony Orchestra onder leiding van dirigent Serge Koussevitzky, de opdrachtgever van de compositie.
Het stuk werd meteen een groot succes en wordt sinds 1945 vaak gespeeld. De titel is ogenschijnlijk tegenstrijdig: het traditionele concert is geschreven voor een soloinstrument begeleid door het orkest. Bartók koos echter voor het woord 'concert' in plaats van 'symfonie' vanwege de solistische en virtuoze wijze waarop de orkestsecties worden behandeld.

## Geschiedenis
Het werk werd geschreven in opdracht van de Koessevitsky Stichting (Koussevitzky Foundation, geleid door dirigent Serge Koussevitzky), nadat Bartók naar de Verenigde Staten was verhuisd vanuit zijn geboorteland Hongarije, waaruit hij vluchtte in verband met de Tweede Wereldoorlog. Volgens sommigen had zijn voorafgaande compositie, het Zesde strijkkwartet uit 1939, zijn laatste compositie kunnen zijn als de opdracht voor het orkestwerk er niet was geweest. Mogelijk mede door het Concert voor orkest ging hij door met componeren en schreef hij ook nog zijn sonate voor viool solo en het derde pianoconcert. Bartók reviseerde het Concert voor orkest in februari 1945. De belangrijkste wijziging is de verlenging van het slot: hij verving de laatste vijf maten door 23 nieuwe slotmaten. Beide versies van het slot zijn uitgegeven en ook nu nog worden ze allebei uitgevoerd, maar de tweede versie is het bekendst geworden.
In 1997 verscheen bij de Amerikaanse muziekuitgever Boosey & Hawkes een partituur van het Concert die gebaseerd is op alle beschikbare compositiedocumenten van Bartóks eigen hand. Daarbij behoort een lijst 'Some additional improvements to Concerto for Orchestra' waarmee Bartók de partituur op zeven belangrijke punten verbeterd heeft.

## Analyse
Evenals bijvoorbeeld Igor Stravinsky maakt ook Bartók veel gebruik van neoclassicistische elementen in zijn muziek. Zo zijn het eerste en vijfde deel geschreven in de traditionele sonatevorm. Het werk combineert elementen uit de Westerse klassieke muziek en Oost-Europese volksmuziek, vooral de volksmuziek uit Hongarije. Bartók verlaat hier en daar de gebaande paden van de normale toonsoorten en gebruikt ook niet-traditionele modi en bedachte toonladders. Bartók bestudeerde melodieën uit de volksmuziek en maakt er veelvuldig gebruik van in het hele werk. Bijvoorbeeld het tweede hoofdthema van het eerste deel in de hobo’s is een thema uit de volksmuziek, met het typisch kleine bereik (grote en kleine secundes) en wisselend gepunteerd ritme. Het geronk in de hoorns en strijkers laat ook invloeden uit de volksmuziek zien.

## Orkestbezetting
Het werk is georkestreerd voor 3 fluiten (3e ook piccolo), 3 hobo’s (3e ook althobo), 3 klarinetten (3e ook basklarinet), 3 fagotten (3e ook contrafagot), 4 hoorns, 3 trompetten, 3 trombones, tuba, pauken met 2 slagwerkers (kleine trom, grote trom, bekkens, triangel, tamtam), 2 harpen en strijkers.

## Delen
- I Introduzione
- II  Giuoco delle coppie (in het compositiehandschrift: Presentando le coppie)
- III Elegia
- IV Intermezzo interrotto
- V Finale

### Deel I
Het eerste deel met de naam Introduzione begint met een langzame introductie dat de weg vrijmaakt voor een allegro met fugato passages. Het deel is in een sonatevorm geschreven.

### Deel II
Het tweede deel met de titel Giuoco delle coppie (Spel van de paren; zie ook hieronder) bestaat uit vijf secties die alle thematisch van elkaar verschillen en waarin steeds een ander instrumentenkoppel figureert. Deze instrumentenparen spelen steeds tegelijkertijd hun thema, maar met een steeds wisselend interval. Het deel begint met een opvallende solo voor de kleine trom. Dan zetten als eerste koppel twee fagotten in met een kleine sext verschil, gevolgd door de hobo’s met een kleine terts, de klarinetten met een ironische kleine septiem, de fluiten in een reine kwint en de trompetten met demper met een grote secunde. Het deel eindigt met een reprise van de vijf paren, nu aangevuld met allerlei andere instrumentgroepen. Daarna eindigt het vrolijke, aansprekende deel zoals het begon, met de kleine trom.
In de gedrukte partituur heeft het tweede deel de titel Giuoco delle coppie (Spel van de paren). In Bartóks handschrift staat echter de titel Presentando le coppie (De paren presenterend). De gedrukte versie heeft ook een fout metronoomgetal voor dit deel. Dit werd aan het licht gebracht door Georg Solti toen hij het Concert voor orkest met de Danssuite wilde opnemen. Solti schreef hierover:
"Toen ik deze twee werken aan het voorbereiden was voor de opname was ik vastbesloten dat de tempi exact zouden moeten zijn zoals Bartók schreef en dit leidde me tot enkele buitengewone ontdekkingen, de belangrijkste in het tweede deel van het Concert voor orkest. De gedrukte partituur geeft kwartnoot = 74, wat extreem langzaam is, maar ik dacht dat ik moest doen wat er stond. Toen we repeteerden kon ik zien dat de musici het helemaal niet leuk vonden en in de pauze kwam de kleine-tromspeler (die het deel opent met een solo) naar me toe en zei: "Maestro, in mijn partij staat kwartnoot = 94", waarvan ik toen dacht dat het een fout moest zijn, omdat geen van de andere partijen deze tempoaanduiding hadden. De enige manier om te controleren was het handschrift te zoeken en dankzij de welwillendheid van de Library of Congress in Washington D.C. kregen we een kopie van de betreffende pagina, die niet alleen duidelijk liet zien kwartnoot = 94, maar ook een tempoaanduiding van "Allegro scherzando" (in de gedrukte partituur staat "Allegretto scherzando"). Verder noemde Bartók het "Presentando le coppie", (De paren presenterend) en niet "Giuoco delle coppie" (Spel van de paren). Ik vond dit heel opwindend, want het wordt een heel ander deel. In het programmaboekje van de eerste uitvoering in Boston stond ook duidelijk "Allegro scherzando" en de beheerder van de Bartók-archief kon ons definitief bewijs geven dat het snellere tempo correct was. Ik twijfel er niet aan dat duizenden uitvoeringen, inclusief die van mijzelf tot nu toe, zijn gegeven met het verkeerde tempo!"

### Deel III
Het derde deel met de naam Elegia (Klaagzang) is langzaam, typisch voor Bartóks zogenaamde nachtmuziek. Het deel bestaat uit drie thema’s, voornamelijk afkomstig uit het eerste deel.

### Deel IV
Het vierde deel met de titel Intermezzo interrotto (onderbroken tussenspel), bestaat uit een vloeiende melodie geschreven in wisselende maatsoort, onderbroken door een banaal thema, dat een parodie is van het marsthema uit Sjostakovitsj' Zevende symfonie "Leningrad". Tijdens het tweede thema spelen de pauken maar liefst 12 verschillende toonhoogten in één minuut, een huzarenstukje voor paukenisten. Dit sentimentele thema wordt op zijn beurt weer onderbroken door een luchthartig tussenspel met glissando’s van de trombones en de houtblazers. De structuur van het vierde deel is samengevat ABA–onderbreking–BA."

### Deel V
Het vijfde deel, door Bartók Finale genoemd, met de tempoaanduiding Presto, begint en eindigt met een perpetuum mobile-hoofdthema verwikkeld met fugato-vuurwerk en volksmelodieën. De muziek is doorspekt met muzikale citaten uit de eerdere delen en met andere intermezzo's. Ook dit deel is geschreven in sonatevorm.